# Казелле-Торинезе
Казелле-Торинезе (итал. Caselle Torinese) — коммуна в Италии, располагается в области Пьемонт, в провинции Турин.
Население составляет 16783 человека (2008 г.), плотность населения составляет 551 чел./км². Занимает площадь 28 км². Почтовый индекс — 10072. Телефонный код — 011.
Покровителем коммуны почитается святой Виктор, празднование 8 мая.

## Демография
Динамика населения:

## Администрация коммуны
- Официальный сайт: http://www.comune.caselle-torinese.to.it